# Kaple svaté Anny (Cannes)
Kaple svaté Anny v Cannes je opevněná kaple z 11.–12. století zasvěcená svaté Anně a přestavěná v 17. století. Je památkově chráněna.
V roce 1178 se z Castellum Marcellini du Suquet stal Castellum Francum, feudální sídlo s domy, nemocnicí a kostelem Notre-Dame-du-Puy, který se po vybudování kostela Notre-Dame-de l'Espérance stal kaplí svaté Anny.
Hrad, částečně zničen, byl prodán jako národní majetek během francouzské revoluce a v roce 1878 se stal keramickou manufakturou La faïencerie d’art du Mont-Chevalier. V roce 1919 zde město Cannes umístilo Muzeum Castre. V kapli je výstava světových hudebních nástrojů.
Kaple svaté Anny, věž Suquet a kostel Panny Marie byly společně dne 28. července 1937 vyhlášeny historickou památkou.